# Moonlight Act
Moonlight Act (月光条例, Gekkō jōrei) est un shōnen manga écrit et dessiné par Kazuhiro Fujita. Il a été prépublié entre mars 2008 et avril 2014 dans l'hebdomadaire Weekly Shōnen Sunday de l'éditeur Shogakukan, et a été compilé en un total de vingt-neuf tomes. La version française est éditée par Kazé depuis novembre 2010.

## Synopsis
Quand la lune devient bleue, un personnage de conte de fées se transforme en monstre. Le Conseil de contes de fées a donc décidé de publier une loi, le Moonlight Act, afin de rétablir l'ordre. Pendant ce temps, la princesse Hachikazuki, qui doit maintenir la séparation entre le monde des contes de fées de la Terre, atteint le monde humain. Et à la suite de cela, Gekko Iwasaki devient l'exécuteur du Moonlight Act à son insu ! Aidé de son amie d'enfance, Engekibu, qui se transforme en chauve-souris ainsi, le garçon a la tâche de vaincre les personnages de conte de fées à l'esprit dérangé, venus sur Terre pour la détruire...

## Personnages
Gekko Iwasaki (岩崎月光, Iwasaki Gekko)
Protagoniste principal de l'histoire. Jeune voyou, sa famille est propriétaire d'une boutique de ramen. Il est chargé, malgré lui, d'exécuter le Moonlight Act.
Engekibu (演劇部, Engeki-bu)
Joyeuse et vive, elle est dans la même classe que Gekko. Elle et lui sont amis d'enfance, et elle connaît de nombreuses anecdotes amusantes au sujet de leur passé.
Hachi-Kazuki Hime (鉢かづき姫, Hachikazuki-hime)
Chargée de maintenir l'équilibre entre le monde des contes et celui des humains. Elle peut se transformer en une arme redoutable.

## Liste des chapitres
| no | Japonais          | Japonais          | Français          | Français          |
| no | Date de sortie    | ISBN              | Date de sortie    | ISBN              |
| --- | ----------------- | ----------------- | ----------------- | ----------------- |
| 1 | 18 juin 2008      | 978-4-09-121420-1 | 25 novembre 2010  | 978-2-84965-987-8 |
| Liste des chapitres : Article 1 : De l'objet de la présente loi - 1 - Coup de lune - 2 - Clair de lune - 3 - Les trois petits cochons - 4 - Exécution Article 2 : Issun-Bôshi, l'enfant pouce - 1 - Issun se montre bien pessimiste |                   |                   |                   |                   |
| 2 | 18 septembre 2008 | 978-4-09-121469-0 | 17 février 2011   | 978-2-84965-987-8 |
| Liste des chapitres : Article 2 : Issun-Bôshi, l'enfant pouce - 2 - Le poursuivant est dans une colère noire - 3 - Personne n'aime Issun-Bôshi - 4 - Issun-Bôshi et sa princesse - 5 - Issun et Gekkô se font gronder - 6 - Issun assume ses actes - 7 - Quand Gekkô titille Issun - 8 - Issun-Bôshi fait un vœu Article 3 : Un chez-soi Article 4 : Cendrillon - 1 - Cendrillon entre en scène - 2 - Takagi Tendô                                 |                   |                   |                   |                   |
| 3 | 18 décembre 2008  | 978-4-09-121519-2 | 12 mai 2011       | 978-2-82030-120-8 |
| Liste des chapitres : Article 4 : Cendrillon - 3 - I speed at night - 4 - Death-partition - 5 - Tapis rouge - 6 - Tendô et Gekkô - 7 - La bourre - 8 - Engekibu joue les doublures I - 9 - Engekibu joue les doublures II - 10 - Engekibu joue les doublures III - 11 - Engekibu joue les doublures IV - 12 - Opération "tuning" |                   |                   |                   |                   |
| 4 | 18 mars 2009      | 978-4-09-121610-6 | 18 août 2011      | 978-2-82030-185-7 |
| Liste des chapitres : Article 4 : Cendrillon - 13 - Freewheel Burning - 14 - Gekkô Dash ! - 15 - Des choses à dire - 16 - Last Run - 17 - La chanson de Cendrillon Article 5 : Kikimimi-Zukin, le bonnet qui fait entendre Article 6 : Pinocchio Article 7 : Warashibe Chōja, le millionnaire au brin de paille Article 8 : Hansel et Gretel Article 9 : Amanjaku et Uriko-Hime (I)                                                                |                   |                   |                   |                   |
| 5 | 17 juillet 2009   | 978-4-09-122018-9 | 1er décembre 2011 | 978-2-82030-243-4 |
| Liste des chapitres : Article 9 : Amanjiku et Uriko-hime (II) Article 10 : La bibliothécaire (I, II, III) Article 11 : O-Musubi Kokorin, la boule de riz qui roule - 1 - Roule, roule... - 2 - ...et tombe, tombe, tombe ! - 3 - On n'écoute pas un chat qui miaule - 4 - Quand l'appétit va... - 5 - ... tout va ! Article 12 : Le petit chaperon rouge - 1 - Le chaperon arrive en ville                                                         |                   |                   |                   |                   |
| 6 | 17 septembre 2009 | 978-4-09-121747-9 | 1er février 2012  | 978-2-82030-287-8 |
| Liste des chapitres : Article 12 : Le petit chaperon rouge - 2 - Chaperon rouge VS Ideya - 3 - Gekkô VS Chaperon rouge - 4 - Plan B - 5 - Il était une fois... - 6 - La petite Kayo - 7 - La supplique - 8 - La vérité vraie - 9 - Soleil - 10 - Le chaperon s'en retourne Article 13 : Cumulonimbus |                   |                   |                   |                   |
| 7 | 18 novembre 2009  | 978-4-09-121886-5 | 30 mai 2012       | 978-2-82030-382-0 |
| Liste des chapitres : Article 14 : Averse Article 15 : Le moineau à la langue coupée Article 16 : Un chien des Flandres Article 16 : Un chien des Flandres + Tarô Urashima - 1 - Otohime attaque - 2 - Comment soigner un coup de lune - 3 - La fuite - 4 - Tu peux toujours t'brosser, qu'il a dit, Gekkô - 5 - Une vie minable - 6 - Permettez ? On cause là - 7 - Otohime contre-attaque                                                        |                   |                   |                   |                   |
| 8 | 18 février 2010   | 978-4-09-122149-0 | 31 octobre 2012   | 978-2-82030-508-4 |
| Liste des chapitres : Article 16 : Un chien des Flandres + Tarô Urashima - 8 - Nello se rebiffe - 9 - Otohime rentre chez elle - 10 - Et voilà ce que devinrent les histoires Article 17 : La petite sirène - Première partie - Deuxième partie Article 18 : Cœur de sang - 1 - Présages - 2 - Incident - 3 - Escalade - 4 - Ideya montre les crocs - 5 - Ideya se met en chasse                                                                   |                   |                   |                   |                   |
| 9 | 18 mai 2010       | 978-4-09-122297-8 | 19 juin 2013      | 978-2-82030-700-2 |
| Liste des chapitres : Article 18 : Cœur de sang - 6 - Donshû et Momotarô - 7 - Momotarô VS Ideya - 8 - Si ça me chante - 9 - Les renforts - 10 - L'appel aux renforts - 11 - Les renforts déboulent - 12 - Les renforts à l'attaque - 13 - Le compte est bon - 14 - Gekkô VS Momotarô - 15 - Gekkô VS Momotarô - Round 2 |                   |                   |                   |                   |
| 10 | 18 août 2010      | 978-4-09-122508-5 | 23 avril 2014     | 978-2-82031-595-3 |
| Liste des chapitres : Article 18 : Cœur de sang - 16 - Exécution - 17 - Cœur rouge Article 19 : Jour de bleu Article 20 : Jour de piscine Article 21 : Let's go à la mer - 1 - Qu'il crève, Gekkô... Viens avec moi à la mer ! - 2 - Pitié, Gekkô... Viens avec nous à la mer ! - 3 - C'est la foire, à la mer - 4 - On s'éclate, à la mer - 5 - On se régale, à la mer Article 22 : Les mille et une nuits - 1 - En route vers les nuits d'Orient |                   |                   |                   |                   |
| 11 | 18 novembre 2010  | 978-4-09-122660-0 | 25 juin 2014      | 978-2-82031-688-2 |
| Liste des chapitres : Article 22 : La lune des mille et une nuits - 2 - Chacun dans son coin - 3 - Tendô et Issun / Gekkô et Al - 4 - Gekkô et Al / Biblio et Al - 5 - Biblio et Al / Engekibu et Al - 6 - Tendô et Al / Gekkô et Al - 7 - Gekkô et Al / Engekibu - 8 - Dans la lampe - 9 - Celui qui connaît l'auteur - 10 - Le vieil homme de la mer - 11 - Tyltyl de "L'oiseau bleu"                                                            |                   |                   |                   |                   |
| 12 | 18 janvier 2011   | 978-4-09-122771-3 | 20 août 2014      | 978-2-82031-755-1 |
| Liste des chapitres : Article 22 : La lune des mille et une nuits - 12 - Il était une fois - 13 - L'oiseau bleu - 14 - Tyltyl, le héros - 15 - Rencontre avec l'auteur - 16 - Tyltyl et le roi Nu - 17 - Une vieille histoire - 18 - La suite de cette histoire - 19 - Les péripéties de l'histoire - 20 - Avant le dénouement - 21 - Si le faisan n'eût point chanté                                                                              |                   |                   |                   |                   |
| 13 | 18 avril 2011     | 978-4-09-122854-3 | 8 octobre 2014    | 978-2-82031-801-5 |
| Liste des chapitres : Article 22 : La lune des mille et une nuits - 22 - Histoire suivante - 23 - La petite fille aux allumettes - 24 - Tyltyl arrive - 25 - L'enlèvement - 26 - Andersen - 27 - Direction " Les mille et une nuits" - 28 - Au même endroit - 29 - Maîtriser la magie - 30 - Sus à Tyltyl - 31 - Sus à Tyltyl, acte deux |                   |                   |                   |                   |
| 14 | 17 juillet 2011   | 978-4-09-123199-4 | 11 février 2015   | 978-2-82031-906-7 |
| Liste des chapitres : Article 22 : La lune des mille et une nuits - 32 - Sus à Tyltyl, acte trois - 33 - Sus à Tyltyl, acte final - 34 - La mort du monstre - 35 - Le maillet enchanté - 36 - La petite fille rentre au bercail - 37 - Souvenirs - 38 - Maître Tyltyl - 39 - La magie de maître Tyltyl - 40 - Dans la tour - 41 - L'arrivée du maillet                                                                                             |                   |                   |                   |                   |
| 15 | 18 octobre 2011   | 978-4-09-123336-3 | 17 juin 2015      | 978-2-82032-717-8 |
| Liste des chapitres : Article 22 : La lune des mille et une nuits - 42 - Évasion - 43 - Ce qu'il faut faire - 44 - Ringwajid, djinn des anneaux - 45 - Ringwajid VS Tendô & Kasa-Jizô - 46 - Mastonn, djinn de la pesanteur - 47 - Masstonn VS Hachi-Kazuki, Momotarô et le chaperon - 48 - Dans le couloir - 49 - Son Goku VS les djinns d'Aladin - 50 - Engekibu grimpe - 51 - La danse d'Engekibu                                               |                   |                   |                   |                   |
| 16 | 18 janvier 2012   | 978-4-09-123536-7 | 14 octobre 2015   | 978-2-82032-195-4 |
| Liste des chapitres : Article 22 : La lune des mille et une nuits - 52 - Engekibu dans la vague - 53 - Le retour du génie - 54 - Gekkô en colère - 55 - T'es qui, toi ? - 56 - Tyltyl contre Tyltyl - 57 - La malédiction de la pierre - 58 - Todjkobal, djinn de la force - 59 - Todjkobal VS Le roi Nu - 60 - Houdita, djinn des énigmes - 61 - Houdita VS Yumi Fujiki et la biblio                                                              |                   |                   |                   |                   |
| 17 | 16 mars 2012      | 978-4-09-123618-0 | 16 mars 2016      | 978-2-82032-347-7 |
| Liste des chapitres : Article 22 : La lune des mille et une nuits - 62 - Gekkô se rappelle - 63 - Première rencontre - 64 - Tsuyu - 65 - Bon à rien - 66 - Point de vue - 67 - Interdit de prendre ma place - 68 - Tyltyl se dévoile - 69 - Gekkô et Tsuyu - 70 - Sourire - 71 - L'ultime exécution du professeur |                   |                   |                   |                   |
| 18 | 18 mai 2012       | 978-4-09-123656-2 | 16 novembre 2016  | 978-2-82032-535-8 |
| Liste des chapitres : Article 22 : La lune des mille et une nuits - 72 - Le professeur et Tyltyl - 73 - La princesse Kaguya - 74 - Le vœu au maillet enchanté - 75 - La fin d'une époque - 76 - Renaissance - 77 - Mahlua l'illusionniste - 78 - Yumi et Gekkô - 79 - Issun-Boshi VS Mahlua l'illusionniste - 80 - Shéhérazade - 81 - Le maillet enchanté ou la marche du désespoir                                                                |                   |                   |                   |                   |
| 19 | 17 août 2012      | 978-4-09-123790-3 | 22 février 2017   | 978-2-82032-810-6 |
| Liste des chapitres : Article 22 : La lune des mille et une nuits - 82 - Gekkô VS Shéhérazade - 83 - Gekkô arrive - 84 - Son Goku VS Gekkô ① - 85 - Son Goku VS Gekkô ② - 86 - Et frappe le Maillet Enchanté - 87 - Maître Tyltyl VS Gekkô ① - 88 - Maître Tyltyl VS Gekkô ② - 89 - Le ciel - 90 - Embrasement - 91 - La fin du combat |                   |                   |                   |                   |
| 20 | 16 novembre 2012  | 978-4-09-124011-8 | 18 octobre 2017   | 978-2-82032-919-6 |
| Liste des chapitres : Article 22 : La lune des mille et une nuits - 92 - Mytyl - 93 - Mytyl ② - 94 - La faute de la tête de bois - 95 - Deux Gekkô, ou deux Tyltyl - 96 - Le grand ménage - 97 - La lune des mille et une nuits Article 23 : Des jours comme les autres - 1 - Veille de Tanabata - 2 - L'audience - 3 - Au parc - 4 - Engekibu et Gekkô                                                                                            |                   |                   |                   |                   |
| 21 | 18 février 2013   | 978-4-09-124183-2 | 7 février 2018    | 978-2-82033-198-4 |
| Liste des chapitres : Article 23 : Des jours comme les autres - 5 - Plus rien ne sera comme avant Article 24 : La princesse Kaguya - 1 - Kaya Kudô - 2 - La confession de Kaya Kudô - 3 - La visite de Kaya Kudô - 4 - L'énigme Engekibu - 5 - L'avertissement de Mytyl - 6 - Le visiteur - 7 - Le roi de la lune - 8 - Ramen - 9 - L'idéal des princesses                                                                                         |                   |                   |                   |                   |
| 22 | 18 avril 2013     | 978-4-09-124284-6 | 2 mai 2018        | 978-2-82033-238-7 |
| Liste des chapitres : Article 24 : La princesse Kaguya - 10 - Adieux - 11 - Momotarô s'efface - 12 - L'erreur du visiteur - 13 - Poursuite - 14 - De l'autre côté de la lune - 15 - Les habitants de l'autre monde - 16 - Le crime de Kaguya - 17 - À l'assaut du château du roi Ôimi - 18 - Le "pourquoi" du corps de Gekkô - 19 - Dakatsugama, soleil artificiel                                                                                 |                   |                   |                   |                   |
| 23 | 18 juin 2013      | 978-4-09-124323-2 | 26 septembre 2018 | 978-2-82033-281-3 |
| Liste des chapitres : Article 24 : La princesse Kaguya - 20 - La vérité du roi Ôimi - 21 - Le secret des coups de lune - 22 - Le retour, et l'après - 23 - La cérémonie de récompense - 24 - Préparatifs 1 - 25 - Préparatifs 2 - 26 - Des alliés inattendus - 27 - La fuite - 28 - Yumi et Engekibu, première partie - 29 - Yumi et Engekibu, seconde partie                                                                                      |                   |                   |                   |                   |
| 24 | 16 août 2013      | 978-4-09-124361-4 | 20 mars 2019      | 978-2-82033-536-4 |
| Liste des chapitres : Article 24 : La princesse Kaguya - 30 - Jour J-2 - 31 - Jour J-2 : Disparations - 32 - Jour J-2 : Début de soirée - 33 - Jour J-2 : Jusqu'au jour J - 34 - Jour J : La journée - 35 - Jour J : Le soir - 36 - 19h05 : L'attaque - 37 - L'arrivée de l'armée lunaire - 38 - La mort des histoires - 39 - Citation |                   |                   |                   |                   |
| 25 | 18 novembre 2013  | 978-4-09-124495-6 | 23 octobre 2019   | 978-2-82033-588-3 |
| Liste des chapitres : Article 24 : La princesse Kaguya - 40 - Début des hostilités - 41 - Au clair de lune - 42 - Sur le pôle - 43 - Castagne au cœur d'un livre - 44 - Le coup de la cravate - 45 - 400 mètres sous les mers - 46 - Le seul et unique d'Engekibu - 47 - Vœu - 48 - Adieux - 49 - Gekkô ne jette rien |                   |                   |                   |                   |
| 26 | 17 janvier 2014   | 978-4-09-124550-2 | 11 mars 2020      | 978-2-82033-784-9 |
| Liste des chapitres : Article 24 : La princesse Kaguya - 50 - Brin de paille - 51 - La fonte des cieux - 52 - L'arme ultime - 53 - Armée d'Ôimi, direction nord - 54 - Le cadeau délicat de Tarô Urashima - 55 - Le Ryûgu-Maru largue les amarres - 56 - Le Ryûgu-Maru fonce droit devant - 57 - Cendrillon et le Chaperon - 58 - Un seul souhait - 59 - Nuit polaire                                                                              |                   |                   |                   |                   |
| 27 | 18 février 2014   | 978-4-09-124610-3 | 28 octobre 2020   | 978-2-82033-847-1 |
| Liste des chapitres : Article 24 : La princesse Kaguya - 60 - Kaguya fait de la résistance - 61 - Défense - 62 - Contre-attaque - 63 - "Rappelle-toi !", a dit le chaperon - 64 - L'ultime défi de Gekkô - 65 - Dernier assaut - 66 - Sonne minuit - 67 - Citation II - 68 - Les histoires ne meurent pas - 69 - Ballon et Allumette |                   |                   |                   |                   |
| 28 | 18 mars 2014      | 978-4-09-124611-0 | 28 avril 2021     | 978-2-82034-074-0 |
| Liste des chapitres : Article 24 : La princesse Kaguya - 70 - Joy - 71 - La magie de Mytyl - 72 - Nuit noire - 73 - La grande contre-attaque - 74 - Ideya fonce dans le tas - 75 - Meiji le tournoyeur VS Ideya & Issun, première partie - 76 - Meiji le tournoyeur VS Ideya & Issun, seconde partie - 77 - Pardon - 78 - Les cadeaux des contes - 79 - La biblio coupe court                                                                      |                   |                   |                   |                   |
| 29 | 16 mai 2014       | 978-4-09-124617-2 | 6 octobre 2021    | 978-2-82034-124-2 |
| Liste des chapitres : Article 24 : La princesse Kaguya - 80 - Kūzen l'assommeur - 81 - Tendō VS Kūzen l'assommeur - 82 - Tendō - 83 - Joy à l'assaut - 84 - Le sermon des sept sabres - 85 - Le précieux Magatsuki - 86 - Héros - 87 - Tête de bois - 88 - Dernière pluie - 89 - La conclusion de cette loi - 90 - Moonlight Act - Spécial - L'équipe au dessin                                                                                    |                   |                   |                   |                   |

### Shogakukan
1. 1 2  Tome 1
2. 1 2  Tome 2
3. 1 2  Tome 3
4. 1 2  Tome 4
5. 1 2  Tome 5
6. 1 2  Tome 6
7. 1 2  Tome 7
8. 1 2  Tome 8
9. 1 2  Tome 9
10. 1 2  Tome 10
11. 1 2  Tome 11
12. 1 2  Tome 12
13. 1 2  Tome 13
14. 1 2  Tome 14
15. 1 2  Tome 15
16. 1 2  Tome 16
17. 1 2  Tome 17
18. 1 2  Tome 18
19. 1 2  Tome 19
20. 1 2  Tome 20
21. 1 2  Tome 21
22. 1 2  Tome 22
23. 1 2  Tome 23
24. 1 2  Tome 24
25. 1 2  Tome 25
26. 1 2  Tome 26
27. 1 2  Tome 27
28. 1 2  Tome 28
29. 1 2  Tome 29

### Kazé Manga
1. 1 2  Tome 1
2. 1 2  Tome 2
3. 1 2  Tome 3
4. 1 2  Tome 4
5. 1 2  Tome 5
6. 1 2  Tome 6
7. 1 2  Tome 7
8. 1 2  Tome 8
9. 1 2  Tome 9
10. 1 2  Tome 10
11. 1 2  Tome 11
12. 1 2  Tome 12
13. 1 2  Tome 13
14. 1 2  Tome 14
15. 1 2  Tome 15
16. 1 2  Tome 16
17. 1 2  Tome 17
18. 1 2  Tome 18
19. 1 2  Tome 19
20. 1 2  Tome 20
21. 1 2  Tome 21
22. 1 2  Tome 22
23. 1 2  Tome 23
24. 1 2  Tome 24
25. 1 2  Tome 25
26. 1 2  Tome 26
27. 1 2  Tome 27
28. 1 2  Tome 28
29. 1 2  Tome 29